# Hebecephalus crassus
Hebecephalus crassus är en insektsart som beskrevs av Delong 1926. Hebecephalus crassus ingår i släktet Hebecephalus och familjen dvärgstritar. Inga underarter finns listade i Catalogue of Life.